# ハイダマキ

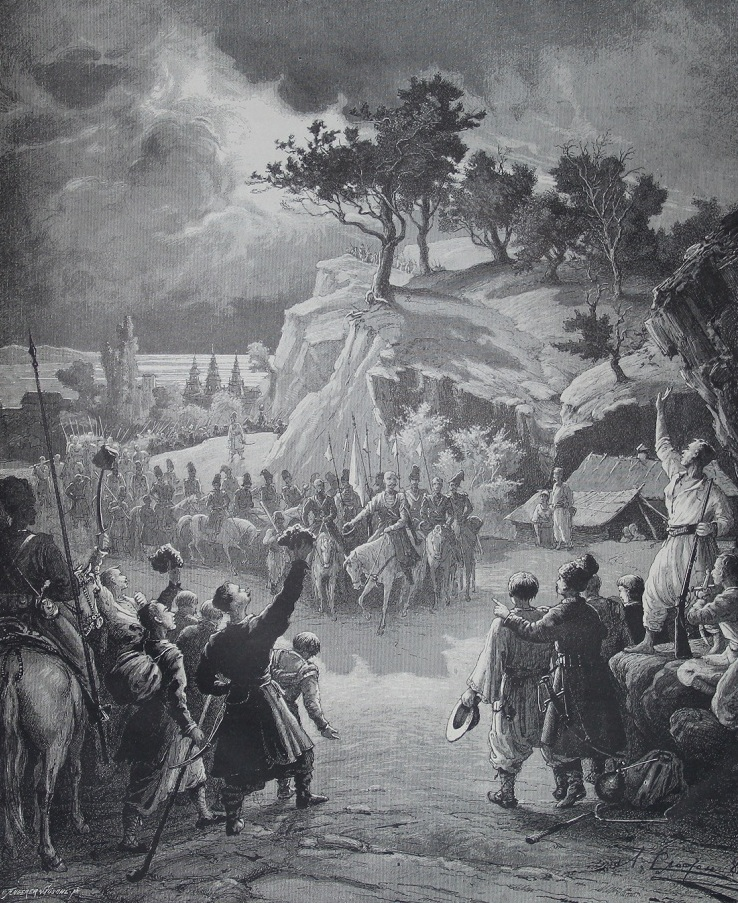
オパナス・スラスティオンによる詩の挿絵、1886年

ハイダマキ（ウクライナ語: Гайдамаки、英語: Haidamaky、ハイダマク＝「蜂起者たち」）は、ウクライナの詩人タラス・シェフチェンコによる叙事詩で、マクシム・ザリズニャクとイヴァン・ホンタが率いたコリイフシチナ蜂起（1768年）を題材とした作品である。
この詩は1839年から1841年にかけて執筆され、1841年にサンクトペテルブルクで単行本として初めて刊行された。シェフチェンコの友人で画家のヴァシル・フリホロヴィチに献呈された。後にシェフチェンコの代表的な詩集『コブザール』に収録された。

## 構成
『ハイダマキ』は、散文の序文、詩の序章、11の主要章、「エピローグ」、および「教訓」（結びの詩）から構成される。序章では、シェフチェンコはウクライナの歴史的苦難とコリイフシチナ蜂起の意義を強調し、ウクライナ文学の国民性を主張する。エピローグでは、蜂起の終焉とその歴史的影響を振り返る。主要章は、蜂起の展開と主人公ヤレマの物語を交互に描く。

## あらすじ
『ハイダマキ』は、1768年のコリイフシチナ蜂起を背景に、2つの絡み合った物語を描く：
1. 蜂起の展開：マクシム・ザリズニャクとイヴァン・ホンタが率いる農民蜂起が、ポーランド・リトアニア共和国の貴族支配に対する抵抗として展開する。詩は、ウーマニでの虐殺や蜂起の激化を詳細に描写し、農民の怒りと暴力の両方を表現する[4]。
2. ヤレマの物語：主人公ヤレマ・ハルチェンコは、孤児として育ち、恋人オクサナとの愛を育む。蜂起に参加する中で、ヤレマは個人的な復讐と民族的正義の間で葛藤し、成長していく。物語は、歴史的事件と個人の運命が交錯する形で進行する[1]。

## 評価
『ハイダマキ』は、シェフチェンコの初期の代表作として高く評価される一方、賛否両論を呼んだ。ロシアの文学批評家ヴィッサリオン・ベリンスキーは、雑誌『ロシア語: Отечественные записки』（祖国雑記）で、詩の「ロマン主義的な誇張」と「暴力の美化」を批判した。一方、ウクライナの知識人や後の批評家は、詩の愛国的な情熱と民衆の声を称賛し、ウクライナ文学における国民的アイデンティティの確立に貢献したと評価した。

## 文化的影響
『ハイダマキ』は、ウクライナの文学、芸術、音楽に大きな影響を与えた。以下はその例である：
- 音楽：ウクライナのロックバンドハイダマキは、詩にちなんで名付けられ、アルバム『Кобзар』（コブザール）をリリースした[6]。
- 演劇とオペラ：詩は複数の演劇やオペラの原作となり、20世紀初頭にウクライナの劇場で上演された。特に、1920年代のキエフでのオペラ化が注目された[7]。
- 視覚芸術：オパナス・スラスティオンによる1886年の挿絵は、詩の視覚的解釈として広く知られ、ウクライナの民族的イメージを強化した[2]。
- 映画：詩に基づく映画化が20世紀後半に試みられ、ウクライナの独立運動の象徴として再評価された[4]。